# Łąkie (Lipnica)

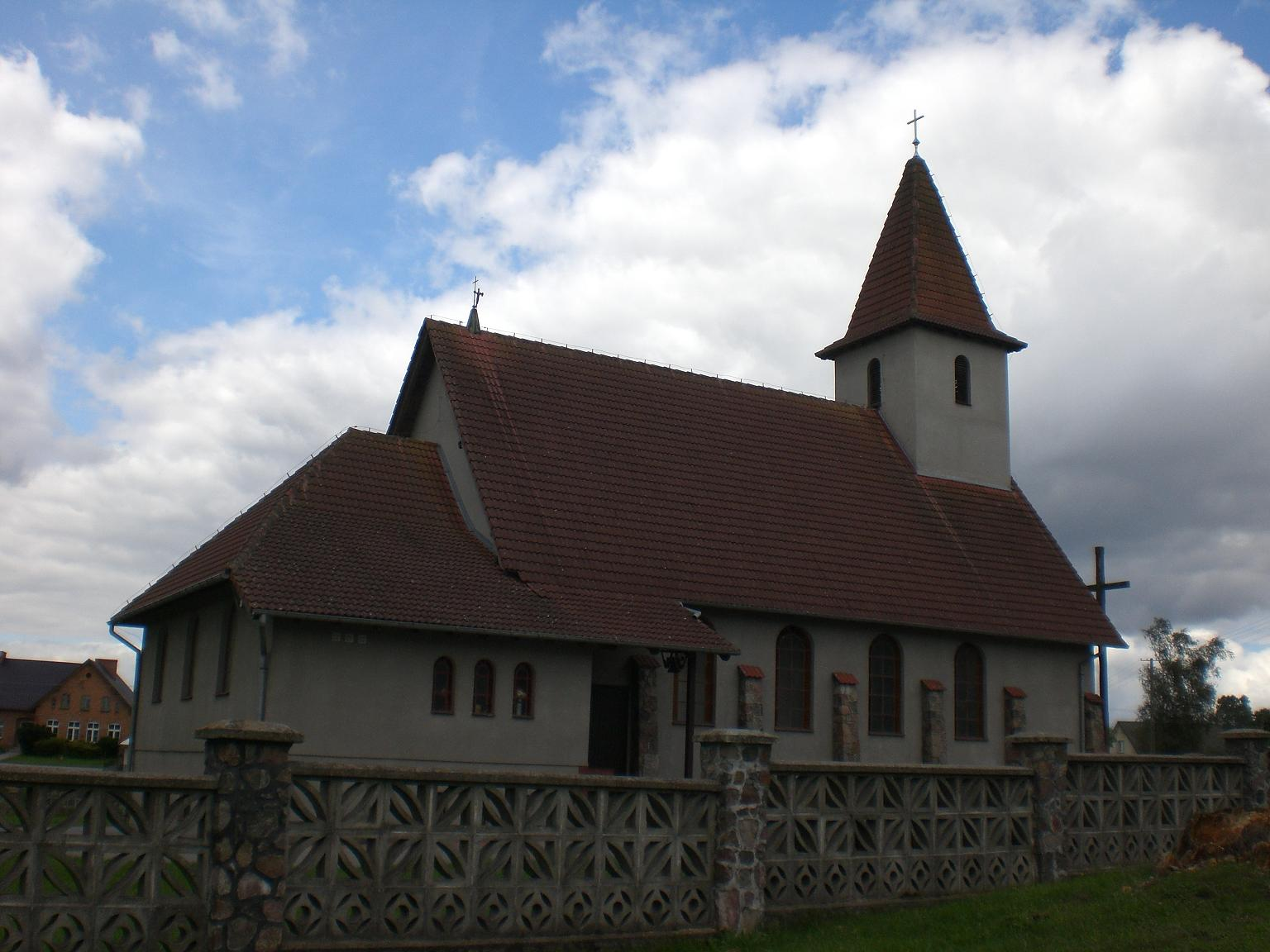
Kirche Mariä Himmelfahrt in Łąkie

Łąkie (auch Łąkie Szlacheckie; deutsch Adlig Lonken oder Lonken) ist ein Dorf und ehemaliges Rittergut in der Gemeinde Lipnica (Liepnitz) im Powiat Bytowski (Bütow) in der polnischen Woiwodschaft Pommern.

## Geographie
Łąkie (Lonken) liegt in der polnischen Woiwodschaft Pommern auf Gebiet der früheren deutschen Provinz Westpreußen, etwa 20 Kilometer (Luftlinie) südwestlich der Kreisstadt Bytów (Bütow). Benachbarte Ortschaften sind beispielsweise Trzebiatkowa (Tschebiatkow) im Norden, Borzyszkowo im Osten oder Brzeźno Szlacheckie (Adlig Briesen) im Westen.
Im Süden grenzt Lonken unmittelbar an den Jezioro Wiejskie („Großer Dorfsee“).

## Geschichte
Im Jahre 1374 wird Lonken erstmals urkundlich erwähnt. In diesem Jahr übertrug Winrich von Kniprode in seiner Funktion als Hochmeister des Deutschen Ordens das Gut Lancke einem gewissen Petzen von der Bryse (Piotrowi z Brzeźna) samt Kirchenlehen zur Bewirtschaftung und Verteidigung als erblichen und freien Besitz. Zeugen der Verbriefung und Versiegelung des Besitzrechtes (nach Kulmer Recht) waren: Schweder von Pelland (oberster Tressler des Deutschen Ordens), Heinrich von Gröbitz (Komtur von Schlochau), Nicolaus Koler (Kaplan des Hochmeisters), Nicolaus von Frantz (Pfleger von Bütow) sowie Kuno von Liebenstein (späterer Großkomtur des Deutschen Ordens).
Anteile des Ritterguts waren u. a. zeitweise in Besitz der Familien von Korzbok Łącki (Kurzbach Loński), von Schmude Trzebiatowski, von Spiczak Brzeziński oder von Wnuck Lipiński.